# Villanueva del Rey
Villanueva del Rey er en by og kommune i det sydlige Spanien i provinsen Córdoba. Den har et indbyggertal på 1.014 (2024) indbyggere.